# 段仕込み
段仕込み（だんじこみ）とは、日本酒の醸造工程の一つである醪造り（もろみづくり）において、その前の工程で造られた酒母（しゅぼ）もしくは酛（もと）へ、麹と蒸米を三段階に分けて加えていくことによって、酵母に対して適応可能なゆるやかな環境変化を与え、その活性を損なわないようにする工夫のこと。または、その工夫をこらした製法と、その製法で造られた完成酒をいう。
分ける三段階を、初めから初添（はつぞえ）、仲添（なかぞえ）、留添（とめぞえ）と呼ぶ。
本来三段仕込み（さんだんじこみ）と同じ意味で使われる。
なお、学問的・専門的にではなく、あくまでも一般的な理解のためという前提で補足すると、日本酒の製法という文脈に限っては、
- 「仕込む」＝「造る」
- 「仕込み」＝「造り」

はほぼ同義語として考えてよい。

## 歴史
近代科学が日本に導入されるはるか以前から用いられていた、麹と酵母を知りつくした昔の蔵人たちの知恵の賜物である。室町時代に書かれた『御酒之日記』には、すでにその方法論が記されている。この方法により酵母が活性を失わずに醗酵を進めるため、醪造りの最後には20%を超えるアルコールが生成される。これは醸造酒としては稀に見る高いアルコール度数であり、日本酒ならではの特異な方法で、世界に誇れる技術的遺産といえる。

## 初添
第一段階。醪造りの第一日目の工程である。蔵人言葉ではふつう略して「添」（そえ）という。
最初に酒母を仕込みタンクに移し、そこへ少量の掛麹（かけこうじ）と掛米（かけまい）を入れ、仕込み水を加えてよくかきまぜる。工程目的は、酵母をさらに増やすことにある。
掛麹とは、醪造りの工程のためにとっておかれた麹。
掛米とは、同じく醪造りの工程のためにとっておかれた蒸し米のことである。

## 踊り
第二日目の工程。何も加えないで様子を見ること。
添において投入される掛麹と掛米が少量でなければならないのは、あくまでも酵母に急激な環境の変化を与えないことが段仕込み全体の目的だからである。それらの量が多ければ多いほど、酵母にとっての環境変化は大きなものとなる。
またたとえ少量でも、掛麹と掛米が入ってきたことは、酵母にとっては衝撃なので、添のあとは一日、その先の添加へ進まず酵母を放置して新しい環境に適応させる。この工程を踊りという。踊りのあいだに、表面から少しずつ泡が出てくる。この泡についての詳細は「泡の状貌」参照。

## 仲添
第二段階。第三日目の工程。略称「仲」（なか）。酵母が、麹や蒸米の入れられた環境に慣れたのを見計らって、初添の約2倍量にあたる麹と蒸米と仕込み水を投入する。

## 留添
第三段階。第四日目の工程。略称「留」（とめ）。酵母が、環境に慣れたのを見計らって、仲添の約2倍量にあたる麹と蒸米と仕込み水を投入する。
この時点で、単純計算では最初の約8倍ほどの分量になっていることになるが、実際には醗酵が進み量的にかさがまし、20～25倍ぐらいの容積になっている。また泡あり酵母を用いた場合は、一時的とはいえ泡のためにそのはるか上を行く容積までに見かけ上は膨張するので、それを初めから計算に入れた上で仕込みタンクの大きさを決めなくてはならない。いま主流を占めているのは3t仕込みタンクで、約10tの収容能力がある。
留添をおこなったあとは、仕込みタンクの外郭部の空洞に冷水を入れたり、伝統的な製法では氷を周囲に縛りつけたりして温度管理をおこない醪の完成を待つ。温度管理の仕方や日数は吟醸系と非吟醸系とは異なるが、おおむね所要3～4週間。詳しくは「温度管理」参照。

## 四段仕込み
近年は、「四段仕込み」ばかりでなく、五段、六段、はては「十段仕込み」をラベルにうたった日本酒も市場に出回るようになったが、伝統的に言えば段仕込みといえば三段仕込みのことである。
もちろん、原理からいえば、三段仕込みにおいて初添→仲添→留添と、投入する麹と蒸米を倍量にしていく延長として、さらにその倍量ずつを投入していくならば、四段仕込み、五段仕込み…といったことも方法としては可能である。

ただ「方法として可能である」ことと「製法として意味がある」ことは違うわけで、できあがる酒質から観れば、三段仕込みをおこなった時点で段仕込みをする意味、すなわち酵母を新しい環境へ段階的に慣らしていくことによって活性を保つという意味はすでに達成される。このため、特にそれまでの三段の仕込みとは異なった製法を用いる場合を除いては、四段仕込み以上の必要はないことになる。
一方では、元酒類審議会委員であった上原浩によれば、精米歩合を高めることができなかった時代には、醪末期（もろみの醗酵の最後の段階）で醗酵が急に進み、酒が薄辛くなることがあったので、それを補正するために甘酒などを四段目に仕込んでいたという（甘酒四段）。

糖類などを加えた醸造アルコールを大量に加えた三倍増醸酒がすたれていくと、かわりの糖類成分として甘酒を四段として打つ酒造家が多くあらわれた。つまり辛すぎる酒へ、デンプン酵素剤などで米を溶かした工業生産的な甘酒によって甘味を補おうとする手法である。

このような四段仕込みを行なうと、未熟な醪にさらに未分化な成分を加えるために、製成酒は味のキレが悪く、劣化もしやすくなり、早くから老ね香を発しやすい

また、独自の製法として、三段仕込みの後に甘味を足すために蒸し米や甘酒、酒かすを投入する四段仕込み（又は第2留）で醸造した日本酒を出荷している酒蔵も存在する。
- 脚注

1. ↑  上原浩『純米酒を極める』光文社、2002年、107-108頁。ISBN 4-334-03178-1。
2. ↑   改定灘の酒用語集. 灘酒研究会. (1997.10)